# Ko Kyeong-pyo
Dans ce nom, le nom de famille, Ko, précède le nom personnel coréen.
Go Kyung-pyo ou Ko Kyeong-pyo (hangeul : 고경표), né le 11 juin 1990 à Incheon, est un acteur sud-coréen.

## Biographie
Go débute en 2010 comme acteur de sketches en direct à la télévision dans Saturday Night Live en Corée durant les trois premières saisons,,,. Par la suite, il joue dans la sitcom Standby (2012) et les drames Flower Boys Next Door (2013) et Cantabile Tomorrow (2014),.
Il gagne une reconnaissance plus large avec ses rôles dans Reply 1988 (2015) et dans Don't Dare to Dream (2016) pour lequel il reçoit le prix de la «  Nouvelle Star  » à la cérémonie des SBS Drama Awards 2016,,.
En 2017, il joue dans le drame de fantaisie-romantique Chicago Typewriter, de tvN, avec Yoo Ah-in et Im Soo-Jung. La même année, il obtient son premier grand rôle dans le drame de KBS, Strongest Deliveryman avec Chae Soo-bin.

## Filmographie

### Cinéma
| Année | Titre                                | Rôle                   | Notes             |
| ----- | ------------------------------------ | ---------------------- | ----------------- |
| 2011  | Jungle Fish 2                        | Bong Il-tae            |                   |
| 2012  | Voyage de fin d'études               |                        | court métrage     |
| 2012  | Un millionnaire sur la course        | Hyung-chul             |                   |
| 2013  | L'Histoire de l'homme et de la femme | court-métrage          |                   |
| 2013  | Des histoires d'horreur 2            | Aller Byung-shin       | segment L'Évasion |
| 2013  | Croyez-moi                           | Yoon-seong             |                   |
| 2014  | One Summer Night                     | Joon-ki                | court métrage     |
| 2014  | Man on High Heels                    | Jin-woo                |                   |
| 2014  | The Admiral: Roaring Currents        | Oh Duk-yi              |                   |
| 2015  | Casa Amor: Exclusive for Ladies      | Pyo Kyeong-soo (caméo) |                   |
| 2015  | Coin Locker Girl                     | Chi-faire              |                   |
| 2015  | The Treacherous                      | Grand Prince Jinseong  |                   |
| 2018  | Seven Years of Night                 | Choi Seo-won           |                   |
| 2022  | Decision to Leave                    | Soo-wan                |                   |
| 2022  | Seoul Vibe (en)                      |                        |                   |

### Séries télévisées

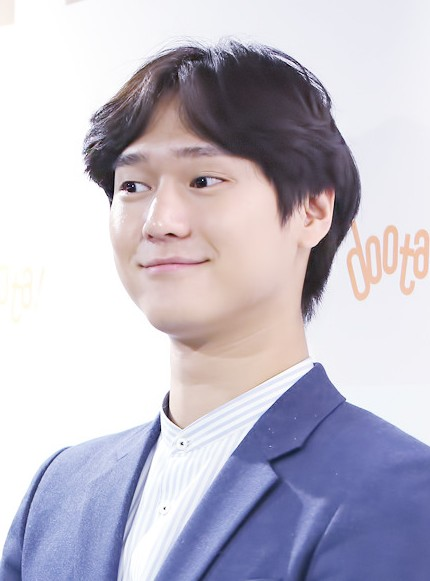
Février 2016

| Année     | Titre                 | Rôle                               | Réseau    |
| --------- | --------------------- | ---------------------------------- | --------- |
| 2010      | Jungle Fish, saison 2 | Bong Il-tae                        | KBS2      |
| 2011      | I Believe in Love     | Kwon Pil-jeune                     | KBS2      |
| 2012      | Operation Proposal    | Chanson Chan-wook                  | TV Chosun |
| 2012      | Standby               | Kim Kyung-pyo                      | MBC       |
| 2012      | God's Quiz, saison 3  | Seo-gak (invité, épisodes 10 à 12) | ROC       |
| 2013      | Flower Boys Next Door | Oh Dong-hoon                       | tvN       |
| 2013      | Potato Star 2013QR3   | Noh Min-hyuk                       | tvN       |
| 2014      | Naeil's Cantabile     | Yoo Il-rak                         | KBS2      |
| 2015      | Warm and Cozy         | Jung-min (invité, épisodes 1 et 2) | MBC       |
| 2015-2016 | Reply 1988            | Chanté Sun-woo                     | tvN       |
| 2016      | Don't Dare to Dream   | Aller Jung-won                     | SBS       |
| 2017      | Chicago Typewriter    | Yoo Jin-oh                         | tvN       |
| 2017      | Strongest Deliveryman | Choi Kang-soo                      | KBS2      |

### Spectacle de variété
| Année     | Titre                                                  | Réseau | Notes                  |
| --------- | ------------------------------------------------------ | ------ | ---------------------- |

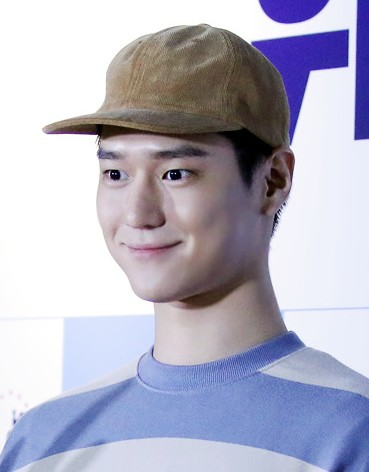
Avril 2016

| 2009      | Nicole l'Artiste Introduction à la Science Vétérinaire | Mnet   |                        |
| 2011-2012 | Samedi soir en direct de la Corée                      | tvN    | Acteur (saisons 1 à 3) |
| 2015      | Infinity Challenge                                     | MBC    | 416-417                |
| 2016      | Les Jeunes de plus de fleurs: Afrique                  | tvN    | Acteur                 |
| 2017      | Heureux ensemble saison 3                              | KBS    | Invité                 |

## Discographie

### Bande sonore
| Année | Titre                          | Notes                                                              |
| ----- | ------------------------------ | ------------------------------------------------------------------ |
| 2013  | Je me réveille à cause de vous | duo avec Kim Seul-gie; piste de Fleur Porte à Côté de Garçons OST, |

## Distinctions
| Année | Prix                       | Catégorie                                                 | Nomination de travail     | Résultat   |
| ----- | -------------------------- | --------------------------------------------------------- | ------------------------- | ---------- |
| 2013  | 24 Blue Dragon Film Awards | Meilleur Nouvel Acteur                                    | Des histoires d'horreur 2 | Nomination |
| 2016  | 52e Baeksang Arts Awards   | Meilleur Nouvel Acteur                                    | Nomination                |            |
| 2016  | SBS Drama Awards           | Top Prix d'Excellence, l'Acteur Romantique, Comédie-Drame | La Jalousie incarnée      | Nomination |
| 2016  | SBS Drama Awards           | Nouvelle Star Award                                       | La Jalousie incarnée      | Lauréat    |